# Estratégia da cunha
A estratégia da cunha é um plano de ação político e social elaborado pelo Discovery Institute, o núcleo do movimento do design inteligente. A estratégia foi apresentada em um manifesto do Discovery Institute conhecido como o documento da cunha, que descreve uma ampla agenda social, política e acadêmica cujo objetivo último é "derrotar o materialismo [científico]" representado pela evolução, "reverter a sufocante visão de mundo materialista e substituí-la por uma ciência consoante com as convicções cristãs e teístas" e "afirmar a realidade de Deus".. Seu objetivo é "renovar" a cultura americana moldando a política pública para refletir os valores cristãos conservadores.
O design inteligente é a conjectura controversa de que certas características do universo e dos seres vivos são melhor explicadas por uma causa inteligente, e não por processos naturalísticos tais como a seleção natural. A conjectura do design inteligente traz implícita uma redefinição da ciência e de como ela é conduzida. Os proponentes da estratégia da cunha se opõem dogmaticamente ao materialismo, ao naturalismo e à evolução e fizeram da remoção de cada um deles do modo como a ciência é conduzida e ensinada um objetivo explícito.
A estratégia foi originalmente trazida à atenção do público quando o Documento da Cunha vazou na Web.

## Visão geral
O Documento da Cunha esboça uma campanha de relações públicas planejada para influenciar a opinião do público, a mídia popular, associações  de caridade e elaboradores de políticas públicas. De acordo com os críticos, o documento da cunha, mais do que qualquer outro projeto do Discovery Institute, demonstram o propósito político, em vez de científico, do instituto e do design inteligente.
O documento apresenta os objetivos de curto e longo prazo com metas para o movimento do design inteligente, com seus objetivos diretores declarados no parágrafo de abertura:
- "Derrotar o materialismo científico e seus destrutivos legados moral, cultural e político"
- "Substituir explicações materialísticas pelo entendimento teísta de que a natureza e os seres humanos são criados por Deus"

Há três "projetos-cunha", referidos na estratégia como três fases projetadas para atingir um objetivo diretor:
- Fase I: Pesquisa científica, publicação & propaganda,
- Fase II: Propaganda & formação de opinião, e
- Fase III: Confrontação e renovação cultural.

Reconhecendo a necessidade de apoio, o instituto afirma a orientação evangélica cristã da estratégia:
| “ | "Juntamente com um foco nos influentes formadores de opinião, nós também buscamos construir uma base popular de apoio entre nosso {constituency} natural, a saber, os cristãos. Faremos isto principalmente através de seminários de apologética. Planejamos que estes encoragem e equipem os crentes com novas evidências científicas que apóiam a fé, assim como "popularizem" nossas ideias na cultura mais ampla." | ” |

A estratégia da cunha foi planejada com objetivos de cinco e de vinte anos em mente a fim de conseguir a conversão da corrente predominante. Um componente notável do trabalho foi seu desejo de abordar "conseqüências sociais" percebidas e promover uma agenda social conservadora em uma ampla gama de assuntos incluindo aborto, eutanásia, sexualidade e outros movimentos de reforma social. Ela criticava "reformadores materialistas [que] advogavam programas de governo coercivos" aos quais ela se referia como "uma cepa virulenta de utopia".
Além da promoção dos objetivos da Fase I de propor pesquisas e publicações relacionadas ao design inteligente e esforços com vistas à sua integração na academia, a estratégia da cunha põe ênfase no patrocínio das Fases II e III com vistas a aumentar o apoio popular às ideias do Discovery Institute. Espera-se que o apoio à criação de livros de nível popular, artigos de jornais e revistas, cartas à redação, produções em vídeo e seminários de apologética encorage os crentes a influenciar a cultura mais ampla em direção à aceitação do design inteligente, o que por sua vez leva ao objetivo último dos autores da estratégia da cunha: a reforma social e política da cultura americana.
Em vinte anos, o grupo espera que eles terão atingido seu objetivo de fazer do design inteligente "a perspectiva dominante na ciência" assim como estender ramos para a "ética, política, teologia e filosofia nas humanidades, e ver sua influência nas belas artes". Um objetivo da estratégia da cunha é ver o design inteligente "permear a vida religiosa, cultural, moral e política". Cumprindo este objetivo será cumprido o objetivo último tal como declarado pelo Centro para a Ciência e a Cultura, a "derrubada do materialismo e de seus legados culturais que levam à danação" e restabelecer "A proposição de que os seres humanos são criados à imagem de Deus", e desta forma "renovar" a cultura americana para refletir os valores cristãos conservadores.
O preâmbulo do Documento da Cunha  é em grande parte espelhado palavra por palavra na primitiva declaração de missão do Centro para a Ciência e a Cultura, então chamado "Centro para a Renovação da Ciência e da Cultura." O tema é retomado no controverso livro From Darwin to Hitler redigido pelo membro do Centro para a Ciência e a Cultura Richard Weikart  e publicado com a assistência do centro.
A estratégia da cunha foi em grande parte redigido por Phillip E. Johnson, e é mencionada de forma destacada em seu livro The Wedge of Truth: Splitting the Foundations of Naturalism.

## Origens do documento da Cunha
Predefinição:Creationism2
Rascunhado em 1998 pelo {staff} do Discovery Institute, o Documento da Cunha apareceu publicamente após ter sido postado à World Wide Web em 5 de fevereiro de 1999 por Tim Rhodes, tendo sido compartilhado com ele no final de janeiro de 1999 por Matt Duss, um empregado de meio período de uma firma internacional de recursos humanos baseada em Seattle. Lá Duss tinha recebido um documento para copiar intitulado A Cunha e marcado como "altamente confidencial" e "não destinado a distribuição".
Embora o co-fundador do Discovery Institute e vice-presidente do Centro para a Ciência e a Cultura Stephen C. Meyer reconheça que o instituto é a origem do documento, o instituto ainda busca menosprezar sua significância, dizendo que "Teóricos da conspiração na mídia continuam a reciclar a lenda urbana do documento da 'Cunha'." Apesar de insistir que o design inteligente não é uma forma de criacionismo, o desenho escolhido pelo Discovery Institute para a capa original do Documento da Cunha é A criação de Adão de Michelangelo, retratando Deus estendendo o braço para transmitir vida de seu dedo para Adão. Meyer uma vez alegou que o Documento da Cunha foi roubado dos escritórios do Discovery Institute.

## Origens do movimento e da estratégia
De acordo com Phillip E. Johnson, o movimento da cunha, se não o termo, começou em 1992: "O movimento que agora chamamos de cunha fez sua estreia pública em uma conferência de cientistas e filósofos realizada na Southern Methodist University em março de 1992, em seguida à publicação de seu livro Darwin on Trial. A conferência reiuniu figuras chave da cunha e do design inteligente, particularmente Michael Behe, Stephen Meyer, William Dembski e eu mesmo." . Johnson estabeleceu um "{cadre} de proponentes do design inteligente (DI) para os quais o Sr. Johnson atuou como um fulcro primordial... ele fez contato, trocou {flurries} de e-mail e arranjou encontros pessoais. Johnson enquadrou estas alianças como uma 'estratégia da cunha', com ele mesmo como um {lead blocker} e os cientistas do DI carregando a bola atrás dele." Em 1993, um ano após a conferência na SMU, "o {cadre} de acadêmicos {Johnson-Behe} se reuniu em Pajaro Dunes.... Aqui, Behe apresentou pela primeira vez os pensamentos seminais que ele esteve preparando em sua mente por um ano — a ideia do maquinário molecular 'irredutivelmente complexo'."
Nancy Pearcey, membro do Centro para a Ciência e a Cultura e associada de Johnson, reconhece a liderança de Johnson no movimento do design inteligente em duas de suas mais recentes publicações. Em uma entrevista com Johnson para a revista World, Pearcey diz: "Não é somente na política que líderes forjam movimentos. Phillip Johnson desenvolveu o que é chamado de movimento do 'Design Inteligente'."  Em Christianity Today, ela revela as crenças religiosas de Johnson e sua animosidade contra a evolução e afirma Johnson como "O porta-voz não oficial do DI" 
Em seu livro de 1997 Defeating Darwinism by Opening Minds Johnson resumiu a filosofia subjacente à estratégia:
| “ | "Se entendermos nossos próprios tempos, saberemos que deveríamos afirmar a realidade de Deus desafiando a dominação do materialismo e do naturalismo no mundo da mente. Com a assistência de muitos amigos eu desenvolvi uma estratégia para fazer isto... Nós chamamos nossa estratégia de 'cunha'." pg. 91-92, Defeating Darwinism by Opening Minds | ” |

Na "Conferência Reclamando a América para Cristo" de 1999  convocada pelo Reverendo D. James Kennedy da Coral Ridge Ministries, Johnson deu um discorso chamado How the Evolution Debate Can Be Won . Nele ele resume os fundamentos teológicos e epistemológicos do design inteligente e sua estratégia para vencer a batalha:
| “ | "Falar de uma evolução intencional ou guiada é não falar de evolução de todo. Isso é criação lenta. Quando você a entende desse jeito, você se dá conta de que a teoria darwiniana da evolução contradiz não apenas o Livro do Gênesis, mas cada palavra da Bíblia do início ao fim. Ela contradiz a ideia de que estamos aqui porque um criador provocou nossa existência para um propósito. Isso foi a primeira coisa de que me dei conta, e isso contém um significado tremendo." Ele continua para declarar: "Eu construí um movimento intelectual nas universidades e igrejas que chamamos A Cunha, que é devotado à {scholarship} e publicações que fomenta este programa de questionar as bases materialistas da ciência. Um livro muito famoso que saiu da Cunha é o livro de Michael Behe, ''A Caixa-Preta de Darwin'', que teve um enorme impacto no mundo científico." ..."Agora, o jeito como eu vejo a lógica de nosso movimento é assim. A primeira coisa que você entende é que a teoria darwiniana não é verdadeira. Ela é falsificada por toda a evidência e a lógica é terrível. Quando você se dá conta disso, a pergunta seguinte que lhe ocorre é, bem, onde você poderia obter a verdade? Quando eu prego a partir da Bíblia, como eu freqüentemente faço nas igrejas e aos domingos, eu não começo com Gênesis. Eu começo com João 1:1. No início era o verbo. No início era a inteligência, o propósito e a sabedoria. A Bíblia entendeu isso corretamente. E os cientistas materialistas estão se iludindo." | ” |

Johnson cita que a fundação do design inteligente é o Livro de João da Bíblia, especificamente, João 1:1: "No início era o Verbo, e o Verbo estava com Deus, e o Verbo era Deus."
Elaborando os objetivos e métodos da estratégia da cunha, Johnson declarou em uma entrevista realizada em 2002 para a Touchstone Magazine que "O mecanismo da estratégia da cunha é torná-la atraente para católicos, ortodoxos, protestantes não fundamentalistas, judeus tradicionais, e assim por diante." Ele continuou para elaborar
| “ | "Então a pergunta é: 'Como vencer?' Foi quando eu comecei a desenvolver o que agora se vê plenamente amadurecido na estratégia da 'cunha': 'Atenha-se à coisa mais importante' — o mecanismo e a construção da informação. Tire a Bíblia e o Livro do Gênesis do debate porque você não quer levantar a dicotomia Bíblia—ciência. Formule o argumento de tal forma que você pode fazê-la ouvir na academia secular e de tal forma que tenda a unificar os dissidentes religiosos. Isso significa se concentrar em: 'É preciso um Criador para fazer a criação, ou a natureza pode fazê-la por si mesma?' e se recusar a ser desviado para outros assuntos, o que as pessoas sempre estão tentando fazer." | ” |

Outras declarações de Johnson reconhecem que o objetivo do movimento do design inteligente é promover uma agenda teísta e criacionista moldada como um conceito científico.
| “ | - "Nossa estratégia tem sido mudar o assunto um pouco de forma que possamos levar o tema do design inteligente, que na verdade significa a realidade de Deus, diante do mundo acadêmico e para dentro das escolas." - "Na verdade isto não é e nunca foi um debate sobre ciência. É sobre religião e filosofia." - "O objetivo (da estratégia da cunha) é convencer as pessoas de que o darwinismo é inerentemente ateísta, assim deslocando o debate de criacionismo vs. evolução para a existência de Deus vs. a não existência de Deus. Daí as pessoas são apresentadas à 'verdade' da Bíblia e então à 'questão do pecado' e finalmente 'apresentadas a Jesus'." | ” |

As declarações de Johnson validam as críticas {leveled} por aqueles que alegam que o Discovery Institute e suas organizações aliadas estão apenas retirando o conteúdo religioso de suas assertivas criacionistas antievolucionárias como uma forma de evitar proibições da Primeira Emenda ao ensino do criacionismo. As declarações quando vistas à luz do documento da Cunha mostram que o DI e o movimento do DI são uma tentativa de aplicar uma pátina de secularidade sobre o que é uma crença fundamentalmente religiosa.
A estratégia da cunha detalha um ataque simultâneo aos conselhos estaduais de educação, legislaturas estaduais e federais e à mídia impressa e difundida. Atualmente o Discovery Institute está executando a estratégia através de seu papel no movimento do design inteligente, onde ele promove agressivamente o DI e sua campanha Divulgue a controvérsia para o público, funcionários de educação e criadores de políticas públicas. Proponentes do design inteligente, através do Discovery Institute, empregaram um número de estratégias e táticas políticas específicas em sua promoção de seus objetivos. Estas variam desde tentativas em nível estadual de minar ou remover completamente a presença da teoria evolucionária das salas de aula das escolas públicas, fazer o governo federal {mandate} o ensino do design inteligente, até "inchar" os conselhos escolares dos municípios, condados e estados com proponentes do DI.
O Discovery Institute foi um agente significativo em muitos desses casos, fornecendo uma gama de apoio desde a assistência material a representantes eleitos federais, estaduais ou regionais na elaboração de projetos de lei até o apoio a pais individuais em confronto com seus conselhos escolares. Em algumas batalhas estaduais, os vínculos dos proponentes do design inteligente com a agenda política e social do Discovery Institute e sua estratégia e o papel do instituto no debate foram postos a descoberto para o público e os legisladores, resultando em seus esforços serem temporariamente frustrados. O Discovery Institute assume a visão sofisticada de que toda publicidade é boa e que nenhuma derrota é real. Ele relaxou sua campanha para promover um currículo científico incluindo DI, e em alguns casos pediu que ele fosse tirado de consideração, em favor da exigência de que os professores de ciência apresentassem a evolução como uma "teoria em crise"; em outras palavras, divulgue a controvérsia. A estratégia é passar, implacavelmente, de batalhas sobre {standards} à redação de currículos, à adoção de livros didáticos, e tudo novamente, fazendo o possível para minar a posição central da evolução na biologia.
Os membros do Discovery Institute têm vantagens significativas em dinheiro, sofisticação política e experiência sobre seus oponentes nas comunidades científicas e educacionais, que não têm o benefício do financiamento de benfeitores abastados, {staff} de apoio clérigo e técnico, campanhas de publicidade dispendiosas e uma ampla rede de contatos políticos.
A campanha "Divulgue a Controvérsia" do Discovery Institute é planejada para fazer o establishment científico parecer intolerante a novas ideias, como se ele estivesse tentando asfixiar e suprimir novas descobertas científicas que desafiam o status quo. Isto é feito com o conhecimento de que é improvável que muitos no público compreendam biologia avançada, ou possam consultar a literatura científica existente ou contatar organizações científicas de prestígio para verificar as alegações do Discovery Institute. Esta parte da estratégia também {plays} em correntes subterrâneas de anti-intelectualismo e desconfiança da ciência e dos cientistas que podem ser encontradas segmentos particulares da sociedade americana.
Há um conflito notável entre o que os apoiadores do DI dizem ao público através da mídia e o que eles dizem diante de audiências cristãs conservadoras. Isto é estudado e deliberado, como advogado pelo autor da estratégia da cunha Phillip E. Johnson. Ao falar para uma audiência {mainstream} e para a mídia, os proponentes do DI moldam o DI como uma teoria científica secular. Mas ao falar para o que o Documento da Cunha chama de seu "{constituency} natural, a saber, os cristãos (conservadores)", os proponentes do DI se expressam em linguagem inequivocamente religiosa. Isto na crença de que eles não podem {afford} alienar seu {constituency} e principais fontes de financiamento, virtualmente todos dos quais são organizações religiosas conservadoras e indivíduos tais como Howard Ahmanson.
Tendo escrito extensivamente sobre o DI, o filósofo da ciência Robert Pennock diz: "Ao fazer lobby para o DI nas escolas públicas, os membros da cunha às vezes negam que o DI faça qualquer alegação a respeito da identidade do designer. É irônico que sua estratégia política os leve a negar Deus em praça pública mais vezes do que Pedro fez."
Além disso, os defensores da cunha agora estão desaprovando sua própria terminologia porque o termo "design inteligente" tornou-se um inconveniente para eles desde a sentença no caso Kitzmiller vs. Distrito escolar da área de Dover. Por causa do sucesso da campanha de relações públicas do Discovery Institute em tornar "design inteligente" uma expressão de uso doméstico e da sentença no caso Kitzmiller vs. Distrito escolar da área de Dover de que o DI é essencialmente religioso em sua natureza mais pessoas o reconhecem como o conceito religioso do criacionismo. Tendo chegado perto de conseguir introduzir o DI nas aulas de ciências das escolas públicas em Kansas e Ohio onde eles conseguiram fazer com que o Conselho Estadual de Educação adotasse planos de aula com DI, os proponentes do design inteligente defenderam o "divulgue a controvérsia" como uma alternativa legalmente defensável ao ensino do design inteligente. A sentença de Kitzmiller também caracterizou "divulgar a controvérsia" como parte da mesma tática religiosa que a apresentação do design inteligente como uma alternativa à evolução. Isto provocou uma mudança para uma posição de retirada, ensinando a "análise crítica" da teoria evolucionária. Ensinar a "análise crítica" é visto como um meio de ensinar todos os argumentos do DI sem ter que usar esse rótulo. Isso também retoma os temas da estratégia de divulgue a controvérsia, enfatizando que o que eles dizem são os "pontos fortes e fracos" da teoria evolucionária e os "argumentos contra a evolução", que eles retratam como uma "teoria em crise".

## Exemplos da estratégia da cunha em ação
Sendo pesadamente promovidos e financiados pelo Discovery Institute e seu Centro para a Ciência e a Cultura, o movimento do design inteligente e os movimentos de "divulgue a controvérsia" são considerados exemplos da estratégia da cunha em ação. Outros exemplos incluem:
- A Emenda Santorum
- O modelo de plano de aula do Discovery Institute para o Conselho de Educação de Ohio
- A controvérsia da doação do Discovery Institute ao Smithsonian
- As audições sobre evolução no Kansas

## Defendendo a estratégia da cunha
A estratégia da cunha recebeu atenção de grupos opostos aos movimentos do design inteligente na medida em que o documento parece advogar uma estratégia particularmente estridente para promover uma ampla gama de ideias politicamente conservadores que parecem não ter relação com a questão da ciência. Em resposta, o Discovery Institute publicou um documento intitulado The "Wedge Document: So What?" para neutralizar muitas das alegações dizendo que:
| “ | "Desde a década de 1960, quando o Conselho de Relações Exteriores foi chamado de comunista pela John Birch Society, um {think tank} não inspira tanto interesse obsessivo em seus desarrazoados oponentes." | ” |

Ele declara que o documento original foi apenas uma proposta para angariar fundos, e critica seus oponentes pelo que ele acredita serem acusações sem fundamento. Alega-se que a estratégia da cunha é uma oposição à filosofia a priori dominante e um apoio à liberdade interpretativa dos cientistas. O objetivo da estratégia é descrito como "influenciar a ciência e a cultura com nossas ideias através da pesquisa, da argumentação arrazoada e do debate aberto.
Sua resposta em "Wedge Document: So What?" descreve a agenda religiosa que eles estão {pursuing}: 
| “ | "Achamos que a visão de mundo materialista que dominou a vida intelectual ocidental desde o século XIX é falsa e queremos refutá-la. Além disso queremos reverter a influência de tal pensamento materialista sobre a nossa cultura." | ” |

## O futuro da estratégia
Falando em outubro de 2002, William Dembski do Discovery Institute disse: 
| “ | "a metáfora da cunha sobreviveu além de sua utilidade. De fato, com críticos do DI como Barbara Forrest e Paul Gross escrevendo livros como Evolution and the Wedge of Intelligent Design: The Trojan Horse Strategy, a metáfora da cunha até mesmo se tornou um inconveniente. {To be sure}, nossos críticos tentarão continuar a jogar a metáfora da cunha (e especialmente o notório documento da cunha) em nossa cara. Mas a cunha precisa ser vista como um propedêutico — como uma antecipação de e preparação para um programa de pesquisa positivo {design-theoretic} que revigore a ciência e renove a cultura." | ” |

Entretanto, como notou um crítico,
| “ | "é uma estranha revolução científica que busca estabelecer suas posições nos currículos das escolas secundárias antes que a pesquisa em si tenha sido realizada. Mas este impedimento óbvio é removido se a revolução se baseia em uma redefinição da ciência em vez de se basear em novas pesquisas." | ” |